# Instituto Politécnico Industrial de Luanda
O Instituto Politécnico Industrial de Luanda (IPIL), também conhecido como Instituto Médio Industrial de Luanda (IMIL) e como Instituto Makarenko (em homenagem ao importante pedagogo soviético Anton Makarenko), é uma instituição de ensino localizada no largo 1º de Maio, em Luanda, em Angola.
É vocacionada para formação secundária-técnica e em engenharias. É uma instituição referencial do ensino secundário-técnico em Angola, tendo formado uma importante elite intelectual angolana ao longo de sua história.
Inaugurado em 1952, com o nome oficial Escola Industrial de Luanda (EIL), em 1976 passou a se chamar Liceu Técnico Bula Matadi. Em 1978 tomou o nome de Complexo Escolar Karl Marx/Anton Makarenko. Em 1993 recebe a designação Instituto Médio Industrial de Luanda. Na década de 2000 passou a ser denominado Instituto Politécnico Industrial de Luanda.
Em 2019, o IPIL assinou um memorando de entendimento com Unitel, para a formação conjunta de alunos na Academia da Unitel.
No ano de 2019, o presidente da república de Angola, João Lourenço, garantiu que ia apoiar e financiar a montagem de um laboratório de controlo de qualidade de medicamentos no Instituto Politécnico Industrial de Luanda (IPIL).